# Concours international de musique de chambre de Lyon
Le Concours international de musique de chambre de Lyon est un concours de musique classique ayant lieu en avril à Lyon et qui se spécialise dans la musique de chambre.

## Création
Le Concours international de musique de chambre de Lyon (CIMCL) est fondé par Joël Nicod en 2004. Sept formations sont mises à l'honneur périodiquement :
1. Trio avec piano
2. Quatuor à cordes
3. Quintette à vent
4. Quintette de cuivres
5. Duo voix et piano
6. Duo violoncelle et piano
7. Duo violon et piano

Chaque année, des pièces sont imposées par le jury, d'autres sont choisies par les groupes. Chaque année, une pièce est commandée à un compositeur ou une compositrice, cette dernière est créée lors du Concours.
Le concours est dirigé par Prosper Teboul depuis 2015.
Le concours se fait en partenariat avec l'Université Lumière-Lyon-II, qui accueille notamment les demi-finales,.
À partir de la quinzième édition de l'année 2019, il est possible de suivre les diffusions en direct.

## Concours

### Années 2000
2004 : Trio avec piano : Les membres du jury étaient Bruno Canino, Vincent Coq (ru), Christoph Henckel (ja), Martin Lovett (en), Marc Vignal, Kōichirō Harada (ja), Amiram Ganz (de). Cette année là, seuls deux prix ont été décernés, le premier au Trio di Palma, le second au Trio Novalis.
2005 : Quintette de cuivres : Les membres du jury étaient Michel Becquet, Inda Bonet, Franck Loyd, James Gourlay (en), Jean-Pierre Loisil, Fred Mills (en), Jan Fredrik Christiansen (en). Cette année là, les trois prix ont été décernés, le premier au quintette Or Notes, le deuxième au Triton Brass et le troisième au Feeling Brass.
2006 : Duo voix et piano : Les membres du jury étaient Dalton Baldwin, Christian Ivaldi, Tom Krause, Charlotte Margiono (en), Carolyn Watkinson (en), Françoise Pollet, Michel Sénéchal. Cette année là, les trois prix ont été décernés, le premier à Yumiko Tanimura (soprano) et Jonas Vitaud (piano) ; le deuxième à Lini Gong (soprano) et Mariana Popova (piano) ainsi qu'ex æquo à Anaïk Morel (mezzo soprano) et Julien Martineau (piano) ; et le troisième à Erika Escriba (soprano) et Vicente-David Martin-Saez (piano). Un prix « coup de cœur » a aussi été décerné à Nicole Taylor (soprano) et Christine McLeavey (piano).
2007 : Duo violon et piano : Les membres du jury étaient Patrice Fontanarosa, John Gilhooly (en), Mark Lubotsky (en), Bruno Rigutto, Ichiro Nodaira (nl), Pamela Frank (en), Daniel Blumenthal. Cette année là, les trois prix ont été décernés, le premier à Eugen Tichindeleanu (violon) et Nozomi Matsumoto (piano), le deuxième à Boris Brovtsyn (violon) et Mikhail Shilyaev (piano) et le troisième à Owen Dalby (violon) et Alexander Rabin (piano) ainsi qu'ex æquo à Amanda Favier (violon) et Aya Nakashima (piano) et à Mana Kato (violon) et Seiko Ikeda (piano).
2008 : Quintette à vent : Les membres du jury étaient Froydis Ree Wekre (en), Michel Moragues, Jean-Claude Montac, Amaury Wallez, Stefan Schilli (de), Paolo Grazia, Andrew Marriner. Cette année là, le premier prix n'a pas été décerné, seuls les deuxième et troisième prix l'ont été, le deuxième au Quintette K-ssiopée et ex æquo avec le Quintette Pentanemos et le troisième au Quintette Fantasia. Pour la première fois, d'autres prix ont été distribués : le prix SPEDIDAM, le prix SACEM, le prix du public, le coup de cœur Bayer CropScience et le prix de la presse.
2009 : Quatuor à cordes : Les membres du jury étaient Ruben Aharonian, Miguel da Silva, Bernard Gregor-Smith, Petr Prause, Jean-Frédéric Schmitt, Barry Shiffman, Zoltán Tóth. Cette année là, les trois prix ont été décernés, le premier au Quatuor Hermes, le deuxième au Quatuor Varese et le troisième au Quatuor Novus.

### Années 2010
2011 : Trio avec piano : Les membres du jury étaient Enrico Bronzi (it), Pierre Korzilius, Raphaël Pidoux, Menahem Pressler, Claus-Christian Schuster (de), Roi Shiloah, Joseph Silverstein (en). Cette année là, les trois prix ont été décernés, le premier au Trio Van Baerle, le deuxième au Trio Rafale et le troisième au Trio Arcadis. De plus, des prix supplémentaires ont été décernés : le Prix SACEM, le coup de cœur Bayer CropScience, le prix du Public et le prix de la presse.
2012 : Quintette de cuivres : Les membres du jury étaient József Bazsinka (hu), Thierry Caens, Guy Carmichael, Guillaume Connesson, Enrique Crespo (de), Vicente Lopez, John Miller. Cette année là, les trois prix ont été décernés, le premier à l'Eburon Quintet, le deuxième à l'In Media Brass et le troisième à l'Only Brass. De plus, des prix supplémentaires ont été décernés : le prix SACEM, le coup de cœur Bayer et le prix du public.
2013 : Duo voix et piano : Les membres du jury étaient : Donna Brown, Hedwig Fassbender (en), Philippe Cassard, John Gilhooly (en), Wolfgang Holzmair, François Le Roux, Roger Vignoles. Cette année là, les trois prix ont été décernés, le premier au Duo Contraste avec Cyrille Dubois (ténor) et Tristan Raes (piano), le deuxième au Duo Paquin-Broekaert avec Andréanne Brisson-Paquin (soprano) et Michel-Alexandre Broekaert (piano) et le troisième au Duo Iris avec Lamia Beuque (mezzo-soprano) et Claire Schwob (piano). De plus, un prix supplémentaire a été décerné : le prix SACEM.
2014 : Duo violon et piano : Les membres du jury étaient : Claire Désert, Alexandre Dratwicki, Ning Feng (en), Laurent Korcia, Ulf Schneider, Vladimir Skanavi, Haruko Ueda. Cette année là, les trois prix ont été décernés, le premier au Duo Tishchenko-Carr avec Diana Tishchenko (violon) et Joachim Carr (piano), le deuxième au Duo Ainos, avec Da-Min Kim (violon) et Da-Hae Kim (piano) et le troisième au Duo Chilemme-Gouin avec Guillaume Chilemme (violon) et Nathanaël Gouin (piano). De plus, un prix supplémentaire a été décerné : le prix Sacem.
2015 : Quatuor à cordes : Les membres du jury étaient : Valentin Erben, Antonello Farulli, Tony Nys, Roland Pidoux, Nanette Schmidt-Seibt, Pierre Korzilius, Pavel Vernikov. Cette année là, les trois prix ont été décernés, le premier au Quatuor Castalian, le deuxième au Quatuor Abel, et le troisième au Quatuor Hanson.
2016 : Duo violoncelle piano : Les membres du jury étaient : Anne Gastinel, Martti Rousi (en), Alexander Bonduryansky, Jean-Jacques Balet, Jonathan Aner, Chu Yibing (en), Lluis Claret. Cette année là, les trois prix ont été décernés, le premier au Duo Urba avec Marius Urba (violoncelliste) et Vita Kahn (pianiste), le deuxième au Duo Kim & Günter avec Stanislas Kim (violoncelliste) et Rosa Marie Günter (de) (pianiste), le troisième au Duo Nemtsov avec Mikhail Nemtsov et Elena Nemtsova.
2017 : Quintette à vent : Les membres du jury étaient : Reto Bieri, Lajos Lencsés, Vincent Lucas, Bruno Messina, Robin O’Neill, Bruno Schneider (de), Karl-Heinz Schütz (en), Song-Lam Yiu. Cette année là, les trois prix ont été décernés, le premier à l'Ensemble Ouranos, le deuxième au Quintette Lumo et le troisième au Quintette Monet.
2018 : Trio avec piano : Les membres du jury étaient : Natalia Gutman, Jean-Marc Phillips-Varjabédian, Susan Tomes, Sergey Kravchenko (ru), Avedis Kouyoumdjian, Emmanuel Hondré, Niklas Schmidt. Cette année là, les trois prix ont été décernés, le premier au Trio Messiaen, le deuxième au Trio Hélios et le troisième au Trio Mosa.

## Publications
À la suite de la 3e édition du concours, en 2006, est paru un ouvrage, les Aspects de la mélodie française.